# ハナダカトンボ属
ハナダカトンボ属(Rhinocypha Rambur)はトンボ目均翅亜目ハナダカトンボ科(Chlorocyphidae)に含まれるトンボの群である。基本的にはカワトンボ形のトンボであるが、翅が長い割に胴が短く、止まったときに腹部末端が翅の端に届かない。翅は前翅より後翅の方が長い。また、頭部の額が前に突き出して、鼻が高いように見える。体色は様々で、特に熱帯域では色鮮やかなものが多い。幼虫はカワトンボ類のヤゴとしては体が短く、また尾鰓が三枚でなく、中央が欠けた一対となっている。
主として山間の森林に覆われた渓流域に生息する。
アジア東部から東南アジアに渡る地域に33種ほどが知られる。日本からは小笠原諸島と八重山諸島にそれぞれ固有の一種ずつを産する。これらはこの群の分布域の最東北端にあたる。
- ハナダカトンボ　 R. ogasawarensis
- ヤエヤマハナダカトンボ　 R. uenoi